# 波普勒里奇 (紐約州)
波普勒里奇（英語：Poplar Ridge）是位於美國紐約州卡尤加縣的非建制地區。

## 歷史
波普勒里奇的郵局自1814年營運至今。

## 地理
波普勒里奇所處的海拔為高於海平面320米（即1050英呎），而該地所採用的時區為UTC-5，即北美东部时区（EST）。同時該地設有夏令時間，為UTC-5調快一小時，即UTC-4（EDT）。